# Henrik Wallnäs
John Henrik Wallnäs, tidigare Jönsson, född 4 april 1978 i Hörvik i Sölvesborg, är en svensk bibliotekarie och barnboksförfattare.
Wallnäs debuterade 2016 med boken Åka buss, vilken illustrerades av Matilda Ruta. Boken nominerades till Augustpriset i kategorin barn- och ungdomsböcker. Även småbarnsboken ”Ingen fara!”, illustrerad av Erik Svetoft, nominerades till Augustpriset 2022 i kategorin barn- och ungdomsböcker.
För utbildningsradion (UR) har Wallnäs skrivit film- och radiomanus till serien Tripp, Trapp, Träd, som riktar sig till barn i förskoleåldern.